# 託麻パーキングエリア
託麻パーキングエリア（たくまパーキングエリア）は、熊本県熊本市東区戸島西にある九州自動車道のパーキングエリア。九州自動車道を門司方面から初めてのトイレと自動販売機のみのエリアである。

## 道路
- E3 九州自動車道

## 歴史
- 2006年（平成18年）9月12日 : 災害対応型自動販売機を設置。

## 施設

### 上り線（福岡・門司方面）
- 駐車場
  - 大型 12台
  - 小型 29台
  - 二輪 4台
- トイレ
  - 男性 大2（和式0・洋式2）・小5
  - 女性 5（和式1・洋式4）
  - 車椅子用 1
- 自動販売機（災害対応型自動販売機）

### 下り線（宮崎・鹿児島方面）
- 駐車場
  - 大型 12台
  - 小型 22台
  - 二輪 4台
- トイレ
  - 男性 大2（和式0・洋式2）・小5
  - 女性 5（和式1・洋式4）
  - 車椅子用 1
- 自動販売機（災害対応型自動販売機）

## 隣
E3 九州自動車道
(15) 熊本IC - 託麻PA - (15-1) 益城熊本空港IC